# Meta description
En informatique, la meta description d'une page web est une balise meta qui sert à l'indexation de cette page par les moteurs de recherche et les annuaires. Elle doit contenir une description concise du contenu de la page en une ou deux phrases. Jusqu'en 2015, la longueur moyenne d'une meta description était comprise en 150 et 200 caractères. En novembre 2017, Google a décidé de changer ce nombre de caractères passant de 150 à 230 caractères en moyenne, avec des meta descriptions qui atteignent presque 350 caractères parfois.
Voici un exemple de meta description :
```
<meta name="description" content="La description de la page." />
```

La meta description est une balise importante, car elle est utilisée pour le référencement du site contenant la page. On recommande aux créateurs de site web d'utiliser cette balise pour améliorer la pertinence des recherches sur la Toile.
À la suite des problèmes de référencement abusif apparus depuis 1999, très peu de balises meta sont employées pour l'indexation des moteurs de recherche. La balise description reste assez souvent employée comme description dans les pages de résultats des moteurs de recherche comme description des résultats, mais n'a pas d'influence notable sur le référencement naturel de la page qui la contient. En effet, l'impact de la meta description a un rôle indirect sur le référencement naturel d'un site web. La meta description va avoir une influence sur l'attractivité d'un résultat et aura un impact sur le taux de clic sur la page de résultats du moteur de recherche. Les moteurs de recherche vont ensuite attribuer une position plus ou moins avantageuse selon le taux de clic. Un taux de clic élevé va améliorer le positionnement de la page, un taux faible aura l'effet inverse. 